# 布瓦蒙
布瓦蒙（法語：Boismont，法語發音：[bwamɔ̃]）是法国上法蘭西大區索姆省的一个市镇，属于阿布维尔区。

## 地理
布瓦蒙（50°9'10"N, 1°41'6"E）面积15.57 平方千米，位于法国上法蘭西大區索姆省，该省份为法国北部沿海省份，北起加来海峡省和北部省，西接滨海塞纳省和大西洋英吉利海峡，南至瓦兹省，东临埃纳省。
与布瓦蒙接壤的市镇（或旧市镇、城区）包括：阿雷、埃斯特雷伯夫、蒙斯布贝尔、滨海努瓦耶勒、赛涅维尔、索姆河畔圣瓦勒里。
布瓦蒙的时区为UTC+01:00、UTC+02:00（夏令时）。

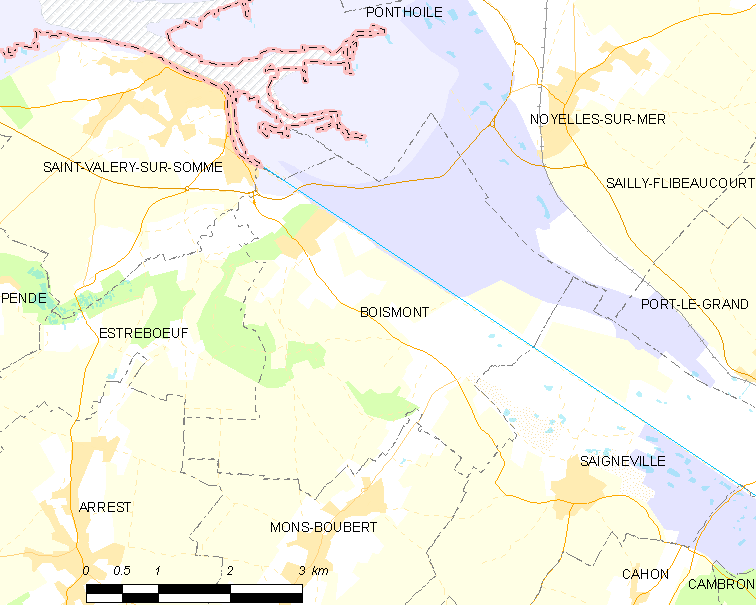
布瓦蒙的OSM定位图

## 行政
布瓦蒙的邮政编码为80230，INSEE市镇编码为80110。

## 政治
布瓦蒙所属的省级选区为阿布维尔第二县。

## 人口

1962-2008年间布瓦蒙人口变化图示

布瓦蒙于2022年1月1日时的人口数量为457人。